# 2 tháng 11
Ngày 2 tháng 11 là ngày thứ 306 (307 trong năm nhuận) trong lịch Gregory. Còn 59 ngày trong năm.

## Sự kiện
- 308 – Sau khi tự xưng là Hán vương và lập ra nước Hán thời Thập Lục Quốc, Lưu Uyên xưng làm hoàng đế.
- 783 – Sự biến Phụng Thiên: Quân Kinh Nguyên của triều Đường nổi loạn, Đường Đức Tông bỏ trốn khỏi kinh thành Trường An.
- 1882 – Cổ vũ viên được xem là chính thức xuất hiện khi Johnny Campbell chỉ huy đội cổ vũ trong trận đấu bóng bầu dục diễn ra tại Đại học Minnesota.
- 1861 – Từ Hi thái hậu của triều Thanh tiến hành lùng bắt "cố mệnh bát đại thần" tại Bắc Kinh, Tân Dậu chính biến nổ ra.
- 1889 – Bắc Dakota và Nam Dakota được nhận làm bang thứ 39 và 40 của Hoa Kỳ.[1]
- 1930 – Haile Selassie I đăng quang hoàng đế của Ethiopia.
- 1936 – Nhà độc tài Ý Benito Mussolini tuyên bố thành lập trục Roma-Berlin, khởi đầu Liên minh Phe Trục.
- 1947 – Thủy phi cơ Hughes H-4 Hercules thực hiện chuyến bay đầu tiên và duy nhất, là máy bay có chiều rộng sải cánh và chiều cao lớn nhất trong lịch sử.
- 1949 – Hội nghị bàn tròn tại La Haye giữa Hà Lan và Indonesia kết thúc với hiệp định chuyển giao chủ quyền cho Indonesia.
- 1963 – Trong cuộc đảo chính, Tổng thống Việt Nam Cộng hòa Ngô Đình Diệm và người em trai, Cố vấn Ngô Đình Nhu bị sát hại.
- 1953 - Thành lập nước Cộng hoà Hồi giáo Pakistan.
- 1964 – Quốc vương Saud của Ả Rập Saudi thoái vị trong một cuộc đảo chính do người em khác mẹ là Faisal tiến hành, Faisal trở thành tân quốc vương.
- 1965 - Norman Morrison tự thiêu để phản đối cuộc chiến tranh xâm lược Việt Nam.
- 1997 – Bão Linda tiến vào vịnh Thái Lan, khiến hàng nghìn người Việt Nam thiệt mạng, đa số là ngư dân Cà Mau.

## Sinh
- 1815 – George Boole, nhà toán học người Anh (m. 1864)
- 1823 – Anton Wilhelm Karl von L'Estocq, tướng Phổ (m. 1913)
- 1886 – Fritz Hofmann, nhà hóa học người Đức (m. 1956)
- 1889 – Nguyễn Quốc Duy, nhà cách mạng người Việt Nam (m. 1950)
- 1975 - Quốc Cường, diễn viên người Việt Nam
- 1986 – Đoàn Thúy Trang, nữ ca sĩ người Việt Nam

## Mất
- 1802 - Vũ Văn Dũng, danh tướng triều Tây Sơn trong lịch sử Việt Nam (bị xử tử).
- 1963 – Ngô Đình Diệm, Tổng thống đầu tiên của Việt Nam Cộng hòa (s. 1901)
- 1963 – Ngô Đình Nhu, Cố vấn Tổng thống của Việt Nam Cộng hòa (s. 1911)
- 1944 – Thomas Midgley Jr., Nhà phát minh xăng pha chì và CFC (s. 1889)

## Những ngày lễ và kỷ niệm
- Lễ Các Đẳng (Kitô giáo)
- Lễ hội Día de Muertos (Mexico)